# 弗拉梅维尔-赖讷库尔
弗拉梅维尔-赖讷库尔（法語：Framerville-Rainecourt，法語發音：[fʁamɛʁvil ʁɛnkuʁ]）是法国上法蘭西大區索姆省的一个市镇，属于佩罗讷区。该市镇于1963年由原市镇弗拉梅维尔（Framerville）和赖讷库尔（Rainecourt）合并而成。

## 地理
弗拉梅维尔-赖讷库尔（49°51'38"N, 2°42'47"E）面积9.91 平方千米，位于法国上法蘭西大區索姆省，该省份为法国北部沿海省份，北起加来海峡省和北部省，西接滨海塞纳省和大西洋英吉利海峡，南至瓦兹省，东临埃纳省。
与弗拉梅维尔-赖讷库尔接壤的市镇（或旧市镇、城区）包括：许涅、许尼奥勒、阿尔博尼耶尔、埃尔勒维尔、利翁斯、普鲁瓦亚尔、沃维莱尔。
弗拉梅维尔-赖讷库尔的时区为UTC+01:00、UTC+02:00（夏令时）。

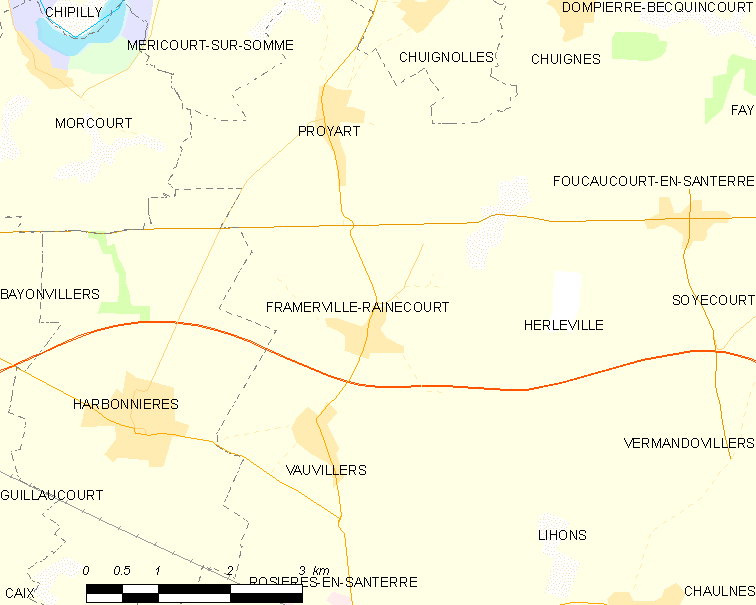
弗拉梅维尔-赖讷库尔的OSM定位图

## 行政
弗拉梅维尔-赖讷库尔的邮政编码为80131，INSEE市镇编码为80342。

## 政治
弗拉梅维尔-赖讷库尔所属的省级选区为阿姆县。

## 人口

1962-2008年间弗拉梅维尔-赖讷库尔人口变化图示

弗拉梅维尔-赖讷库尔于2022年1月1日时的人口数量为447人。